# ريس تومسون
ريس تومسون هو لاعب هوكي الجليد كندي، ولد في 9 أغسطس 1918 في تورونتو في كندا، وتوفي في 12 أكتوبر 1993.

## وصلات خارجية
- ريس تومسون على موقع دوري الهوكي الوطني (الإنجليزية)
- ريس تومسون على موقع EliteProspects.com (الإنجليزية)
- ريس تومسون على موقع HockeyDB.com (الإنجليزية)
- ريس تومسون على موقع Hockey-Reference.com (الإنجليزية)